# Rio dei Giardini

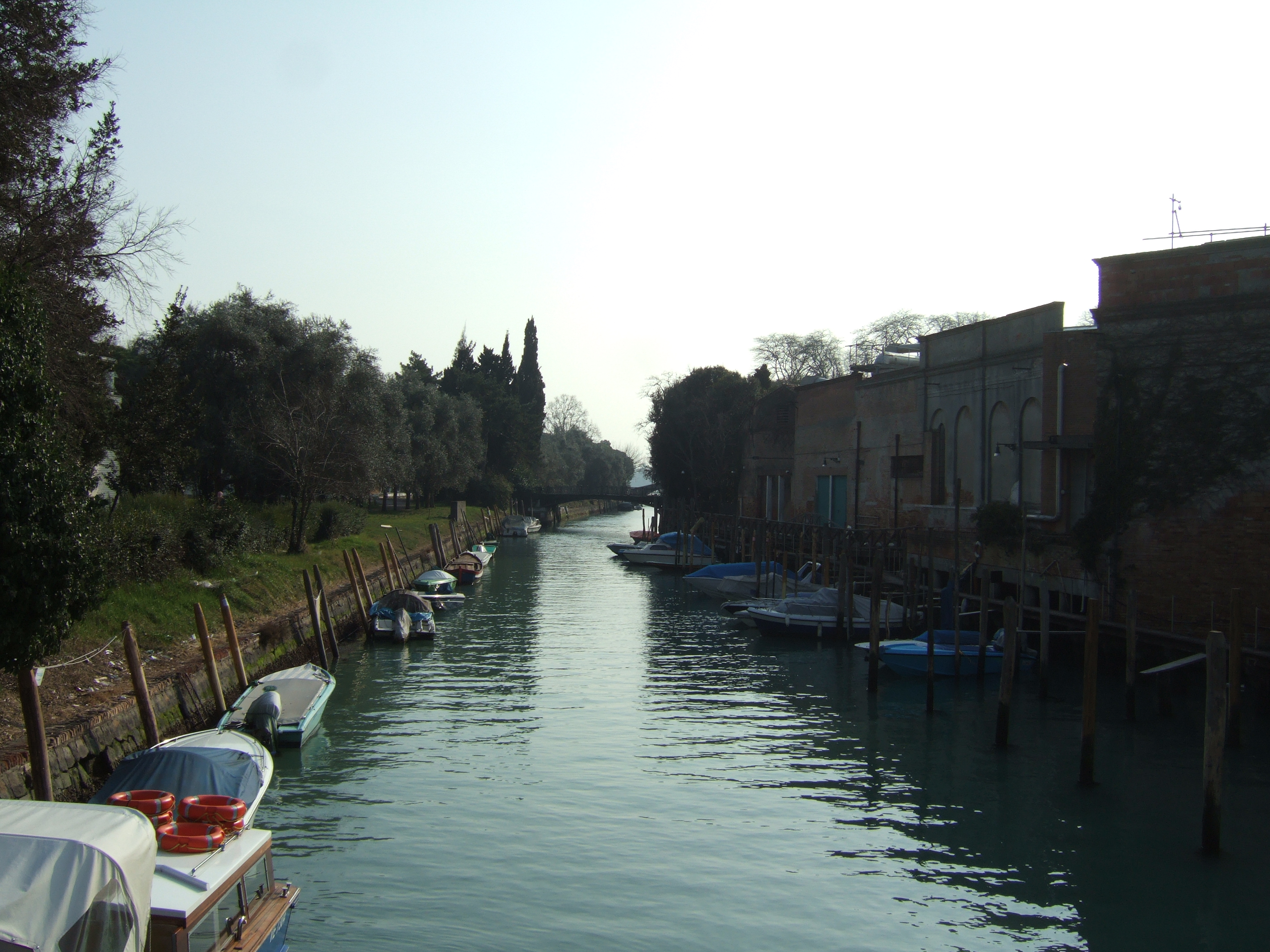
Rio dei Giardini, vue vers le sud du Ponte del Paludo

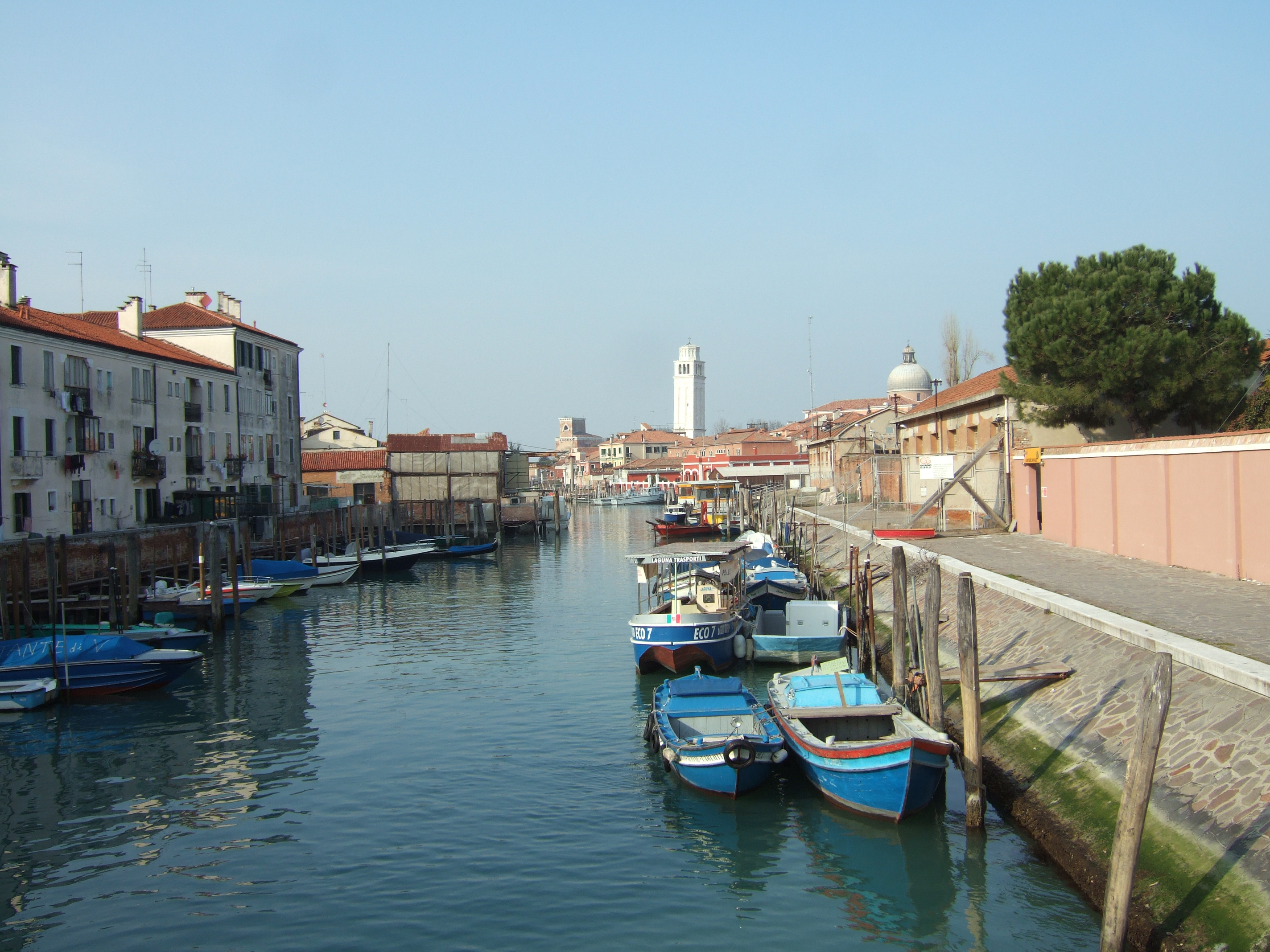
Rio dei Giardini, vue vers le nord du Ponte del Paludo

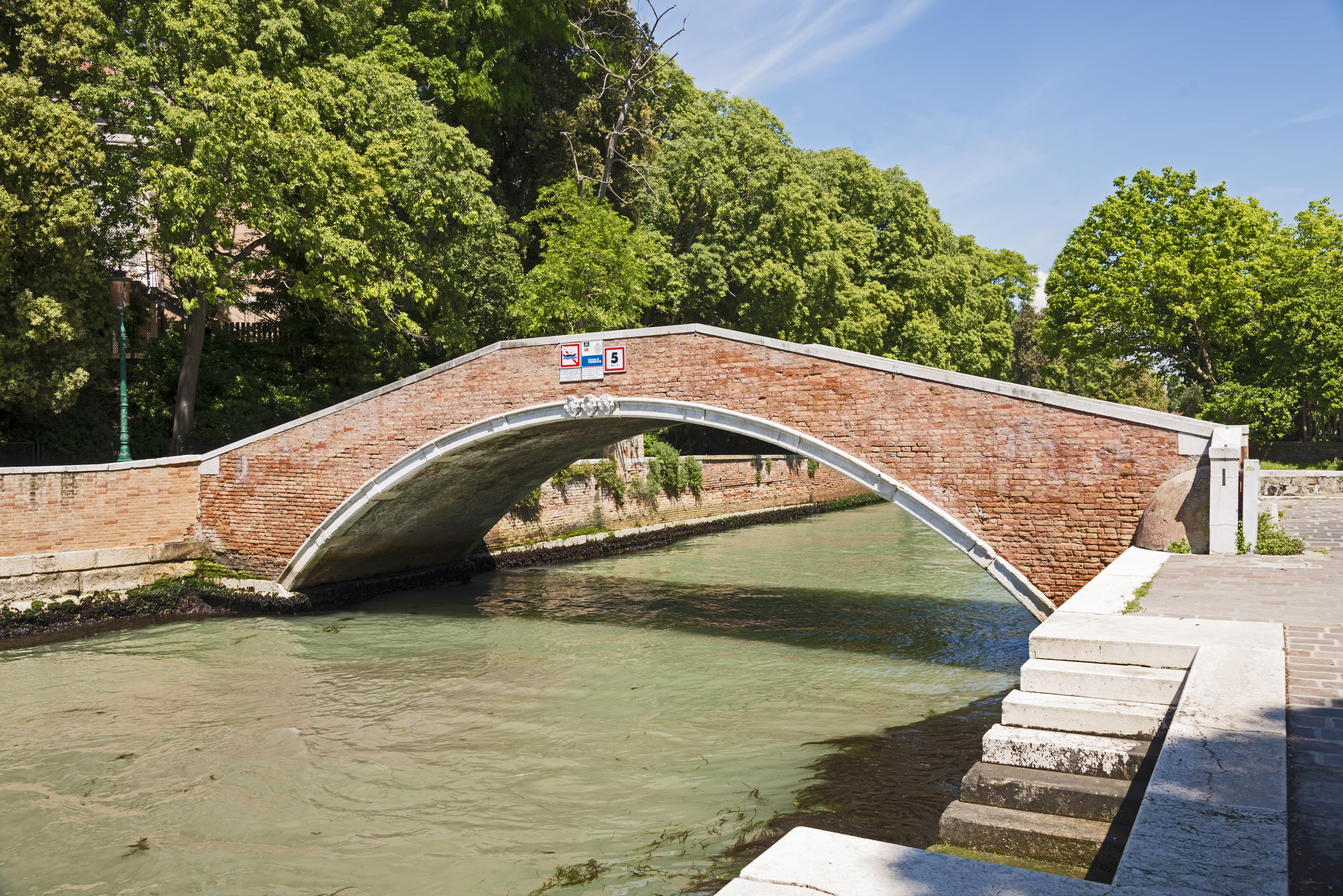
Ponte dei Giardini

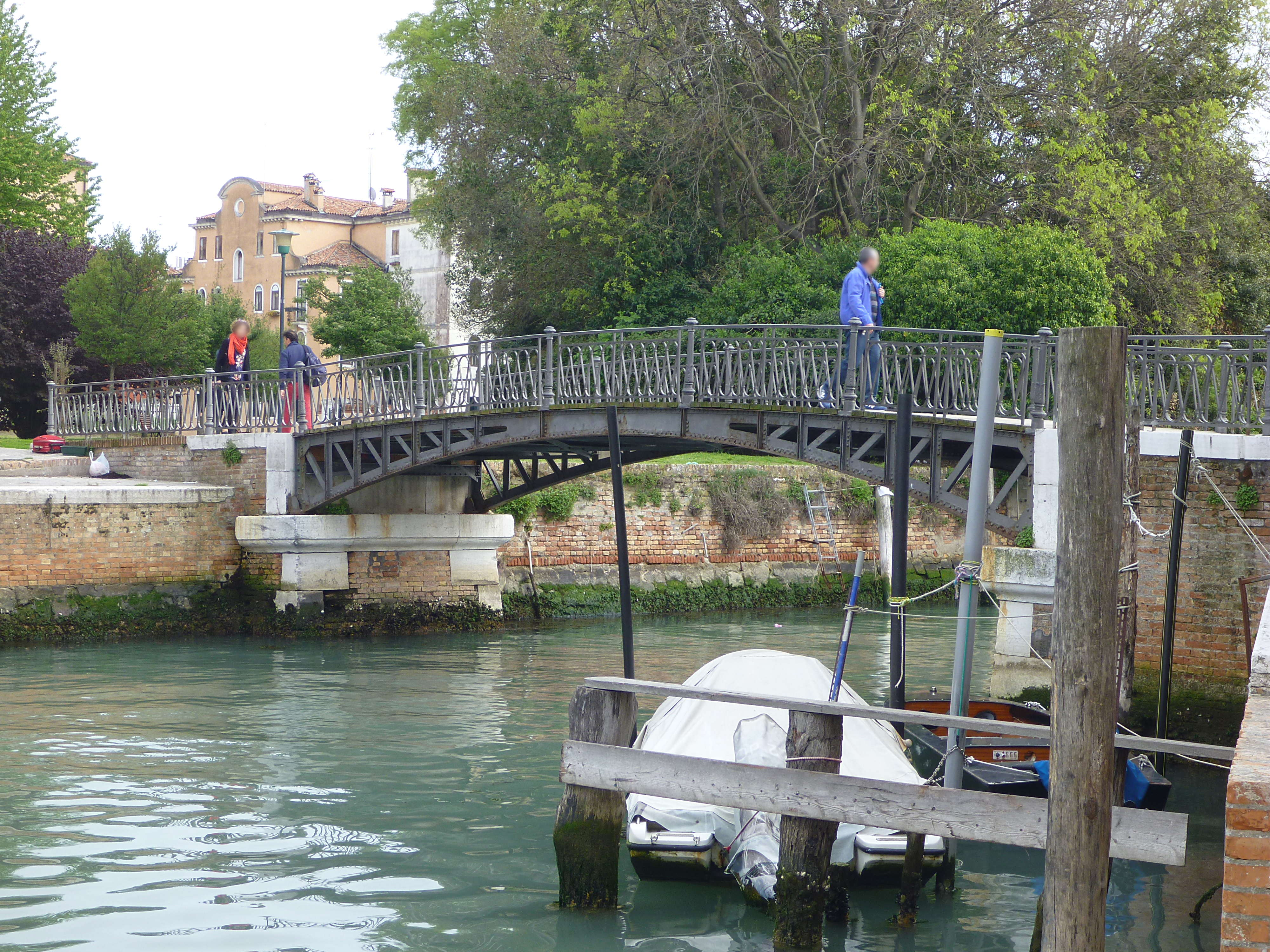
Ponte del Paludo

Le rio dei Giardini (della Biennale) (canal des Jardins) est un canal de Venise dans le sestiere de Castello.

## Description
Le rio dei Giardini a une longueur de 523 mètres. Il relie le confluent du rio de Quintavale et du canal de San Piero vers le sud au bassin de San Marco.

## Situation
Ce rio longe :
- les jardins publics(it) de la Biennale sur son flanc ouest.
- l'île de Sant'Elena sur son flanc est.

## Ponts
Ce rio est traversé par divers ponts, du nord au sud : 
- le Ponte del Paludo, reliant la Viale 24 maggio au Paludo Sant'Antonio ;
- un pont propre à la Biennale ;
- le Ponte dei Giardini, reliant la Viale giardini pubblici  et la Viale Vittorio Veneto.